# Morêtel-de-Mailles
Morêtel-de-Mailles era una comuna francesa situada en el departamento de Isère, de la región de Auvernia-Ródano-Alpes, que el 1 de enero de 2016 pasó a ser una comuna delegada de la comuna nueva de Crêts-en-Belledonne al fusionarse con la comuna de Saint-Pierre-d'Allevard.

## Demografía
| Gráfica de evolución demográfica de Morêtel-de-Mailles entre 1800 y 2013 |
|                                                                          |

Los datos demográficos contemplados en este gráfico de la comuna de Morêtel-de-Mailles se han cogido de 1800 a 1999 de la página francesa EHESS/Cassini, y los demás datos de la página del INSEE.